# Mali Angereb
Mali Angereb je rijeka u sjevernoj Etiopiji. Prema G.W.B. Huntingfordu, izvire sjeverno od grada Gondara i teče jugoistočno od tog grada, gdje se ulijeva u rijeku Magech, koja se ulijeva u jezero Tana.
Angereb je poznat po dva mosta koja ga premošćuju, a koje su izgradili ili portugalski majstori ili su izgrađeni za vrijeme vladavine Fasilidesa. Jedan most ima četiri luka, a drugi također ima četiri luka, gdje se spaja sa svojim matičnim potokom.